# Parascalops breweri
Genre
Espèce
Statut de conservation UICN

 LC : Préoccupation mineure
La Taupe à queue velue ou chevelue (Parascalops breweri) est une espèce de taupes de la famille des Talpidae. Il s'agit de la seule espèce du genre Parascalops. On la retrouve à l'est de l'Amérique du Nord. Son pelage est de couleur gris foncé.

## Dénominations
- Nom scientifique valide : Parascalops breweri  (Bachman, 1842)
- Noms vulgaires (vulgarisation scientifique) : Taupe à queue chevelue[1],[2] ou Taupe à queue velue[3]
- Nom vernaculaire (langage courant), pouvant désigner éventuellement d'autres espèces : Taupe.

## Caractéristiques
La Taupe à queue velue est de couleur gris foncé à presque noir sur le dos et elle a le ventre plus pâle. Elle a une longueur totale de 13,8 à 17 cm incluant une queue de 2,4 à 3,6 cm de long. Ses pieds mesurent entre 15 et 21 mm. Les individus adultes ont un poids se situant entre 40 et 65 g tandis que les nouveau-nés pèsent environ 9 g. Les mâles sont légèrement plus gros que les femelles. Les excréments de la Taupe à queue velue ont une forme cylindrique avec, généralement, un diamètre de 2,5 mm et une longueur de 10 mm.
La longévité de la Taupe à queue velue peut atteindre cinq ans en milieu naturel.

## Comportement

### Période d'activité
La Taupe à queue velue est un animal actif toute l'année et à toute heure du jour.

### Nid
Son nid fabriqué avec des feuilles mortes et des herbes est en fait une chambre souterraine à une profondeur de 10 à 40 cm qui a un diamètre d'environ 16 cm. La Taupe à queue velue prend soin de ne pas laisser de débris ou de matière fécale dans son nid et dans son réseau de galeries en les déposant plutôt près des sorties.

### Locomotion
Elle a du mal à soulever la partie antérieure de son corps, c'est pourquoi la Taupe à queue velue se déplace lentement au sol, soit moins de dix mètres par minute. Cependant, dans les terriers, elle arrive à se déplacer plus rapidement étant donné qu'elle peut appuyer ses pattes sur les murs. D'ailleurs, ses pattes sont recouvertes d'écailles et sont munies de griffes qui lui permettent de pouvoir creuser rapidement dans le sol meuble. Elle est aussi dotée de vibrisses et de longs poils tactiles au museau.

### Alimentation
L'alimentation de la Taupe à queue velue est composée d'araignées, de cloportes, de coléoptères, d'escargots, de fourmis, de limaces, de millipèdes et de vers de terre.

### Relations intra et interspécifiques
C'est un animal généralement solitaire, mais il arrive de voir plus d'une taupes dans le même réseau de galeries souterraines, surtout au début de l'automne où elles s'efforcent à l'agrandir en prévision de la saison hivernale.
Les principaux prédateurs de la Taupe à queue velue sont les belettes, les buses, les hiboux, les opossums d'Amérique, les renards gris et les renards roux. Les chats et les chiens domestiques font aussi partie de la liste de ses prédateurs. Sous la menace, elle pousse des cris stridents.
La taupe exerce pour sa part une forte pression de prédation sur les invertébrés du sol, qui sont la base de son alimentation.

### Reproduction
Les femelles n'ont habituellement qu'une seule portée annuelle de quatre ou cinq petits au mois d'avril ou de mai après une période de gestation d'une durée de quatre à six semaines. À la naissance, les petits sont nus à l'exception de vibrisses et de poils tactiles au niveau du museau. Leur sevrage s'effectue à l'âge de quatre mois alors qu'ils commencent à sortir du nid. À l'âge de dix mois, ils atteignent leur maturité sexuelle. La femelle élève seule ses petits.

## Répartition et habitat

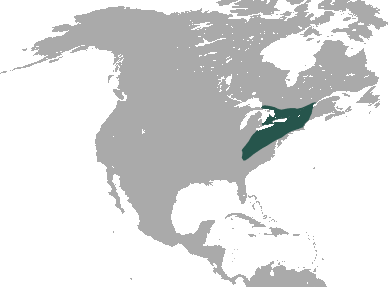
Répartition sur le continent américain

L'aire de répartition de la Taupe à queue velue est située sur la côte atlantique de l'Amérique du Nord à partir du sud du Québec au Canada jusqu'à la Caroline du Nord et au Tennessee aux États-Unis.
On la retrouve dans les forêts mixtes et de feuillus, les pâturages et les champs où le sol est meuble et bien drainé. Durant la saison hivernale, elle habite dans un réseau de galeries souterraines couvrant une superficie qui a entre 15 et 24 m de diamètre. Son territoire est plus grand durant la saison estivale. La densité des Taupes à queue velue peut atteindre une trentaine d'individus par hectare, mais est généralement de trois par hectare.

## Classification
Le nom scientifique de la Taupe à queue velue est Parascalops breweri. Parascalops étant le genre dont elle est la seule espèce. L'auteur de ce nom est Frederick William True, un mammalogiste américain, en 1894. Le nom de son espèce, breweri, est en référence à Thomas Mayo Brewer, un naturaliste américain. L'auteur de ce nom est John Bachman, un naturaliste américain, qui le lui a donné en 1842Selon MSW.
Classification plus détaillée selon le Système d'information taxonomique intégré (SITI ou ITIS en anglais) :
 Règne : Animalia ; sous-règne : Bilateria ; infra-règne : Deuterostomia ; Embranchement : Chordata ; Sous-embranchement : Vertebrata ; infra-embranchement : Gnathostomata ; super-classe : Tetrapoda ; Classe : Mammalia ; Sous-classe : Theria ; infra-classe : Eutheria ; ordre : Soricomorpha ; Famille : Talpidae ; Sous-famille : Scalopinae ; Tribu : Scalopini ; Genre : Parascalops .
Cette espèce est traditionnellement classée dans l'ordre des Insectivora, un regroupement qui est progressivement abandonné au XXIe siècle.

## Relations avec l'homme
La Taupe à queue velue laisse des monticules de terre que l'on nomme « taupinières » après avoir creusé. Ces monticules sont indésirables sur les terrains de golf et les parterres. Néanmoins, la Taupe à queue velue est un animal utile puisqu'elle se nourrit d'une très grande quantité d'insectes.

## Statut et préservation
La Parascalops breweri est classée au statut de préoccupation mineure selon l'Union internationale pour la conservation de la natureUICN.

#### Ouvrage
- Jacques Prescott et Pierre Richard, Mammifères du Québec et de l'est du Canada, Waterloo (Québec), Éditions Michel Quintin, 2004, 400 p. (ISBN 2-89435-270-0)